# Championnat de France des écarteurs et sauteurs
 (mars 2021).
Si vous disposez d'ouvrages ou d'articles de référence ou si vous connaissez des sites web de qualité traitant du thème abordé ici, merci de compléter l'article en donnant les références utiles à sa vérifiabilité et en les liant à la section « Notes et références ».
Le championnat de France des écarteurs et sauteurs est un concours de course landaise qui clôt chaque année la saison.

## Présentation
Au cours de la saison, un certain nombre de courses sont inscrites dans le calendrier officiel des compétitions : Challenge de l'Armagnac, Challenge Landes Béarn, Course à l'escalot. Les écarteurs et sauteurs sont notés dans un classement individuel, l'escalot, qui débute en mars et se termine en septembre. Les six meilleurs écarteurs de la saison et les quatre meilleurs sauteurs se retrouvent en octobre devant les douze vaches réputées les meilleures du moment pour disputer le titre de champion de France. Le championnat de France est créé en 1956. Il a lieux dans quatre arènes différentes qui tournent chaque année : Aux Arènes de Dax, celles de Nogaro, aux Arènes du Plumaçon (Mont-de-Marsan) et aux Arènes Maurice-Lauche         (Aire-sur-l'Adour).

## Palmarès des écarteurs (Trophée Jacques Milliès-Lacroix)
| Année       | Écarteurs                      | Sauteurs               |
| ----------- | ------------------------------ | ---------------------- |
| 1956        | Robert Goeytes (Maxime)        |                        |
| 1957        | Robert Goeytes (Maxime)        |                        |
| 1958        | Michel Vis (Michel I)          | Gilbert Laloubère      |
| 1959        | Michel Vis (Michel I)          | (non disputé)          |
| 1960        | Jo Barrère                     | (non disputé)          |
| 1961        | Jean-Claude Ley                | (non disputé)          |
| 1962        | Christian Darracq (Darracq II) | (non disputé)          |
| 1963        | Christian Vis (Ramuncho)       | (non disputé)          |
| 1964        | Jean-Claude Ley                | Michel Agruna          |
| 1965        | Guillaume Vis (Ramunchito)     | Henri Duplat           |
| 1966        | Guillaume Vis (Ramunchito)     | Henri Duplat           |
| 1967        | Guillaume Vis (Ramunchito)     | Henri Duplat           |
| 1968        | Guillaume Vis (Ramunchito)     | Henri Duplat           |
| 1969        | Guillaume Vis (Ramunchito)     | Henri Duplat           |
| 1970        | Guillaume Vis (Ramunchito)     | (non disputé)          |
| 1971        | Guillaume Vis (Ramunchito)     | Henri Duplat           |
| 1972        | Guillaume Vis (Ramunchito)     | (non disputé)          |
| 1973        | Christian Vis (Ramuncho)       | Michel Agruna          |
| 1974        | Guillaume Vis (Ramunchito)     | Arthur Ribeiro         |
| 1975        | Guillaume Vis (Ramunchito)     | Michel Dubos           |
| 1976        | Michel Bergez                  | Michel Lafitte         |
| 1977        | Guillaume Vis (Ramunchito)     | Michel Agruna          |
| 1978        | Gilbert Ducassou               | Michel Dubos           |
| 1979        | Didier Bordes                  | Arthur Ribeiro         |
| 1980        | Jean-Claude Laborde            | Arthur Ribeiro         |
| 1981        | Jean-Claude Laborde            | Michel Dubos           |
| 1982        | Marc Truchat (Marc-Henri)      | Michel Dubos           |
| 1983        | Alain Noguès                   | Arthur Ribeiro         |
| 1984        | Didier Laplace                 | Michel Dubos           |
| 1985        | Didier Bordes                  | Michel Dubos           |
| 1986        | Jean-Pierre Guillé (Rachou II) | Michel Dubos           |
| 1987        | Jean-Pierre Guillé (Rachou II) | Michel Dubos           |
| 1988        | Jean-Pierre Guillé (Rachou II) | Arthur Ribeiro         |
| 1989        | Didier Goeytes                 | Philippe Ducamp        |
| 1990        | Didier Goeytes                 | Philippe Ducamp        |
| 1991        | Christophe Dussau              | Michel Deloi           |
| 1992        | Thierry Bergamo                | Claude Lagarde         |
| 1993        | Thierry Bergamo                | Philippe Ducamp        |
| 1994        | Christophe Dussau              | Philippe Ducamp        |
| 1995        | Thierry Bergamo                | Michel Deloi           |
| 1996        | Jean-Marc Lalanne              | Michel Deloi           |
| 1997        | Christophe Dussau              | Sylvain Macia          |
| 1998        | Christophe Dussau              | Denis Coll             |
| 1999        | Didier Goeytes                 | Nicolas Vergonzeanne   |
| 2000        | Christophe Dussau              | Nicolas Vergonzeanne   |
| 2001        | Christophe Dussau              | Nicolas Vergonzeanne   |
| 2002        | Christophe Dussau              | Nicolas Vergonzeanne   |
| 2003        | Christophe Dussau              | Nicolas Vergonzeanne   |
| 2004        | Benjamin de Rovere             | Nicolas Vergonzeanne   |
| 2005        | Benjamin de Rovere             | Emmanuel Lataste       |
| 2006        | Benjamin de Rovere             | Nicolas Vergonzeanne   |
| 2007        | Loïc Lapoudge                  | Nicolas Vergonzeanne   |
| 2008        | Loïc Lapoudge                  | Nicolas Gachie         |
| 2009        | Hugo Viney-Thomas              | Louis Ansolabehere     |
| 2010        | Mathieu Noguès                 | Dominique Larié        |
| 2011        | Mathieu Noguès                 | Guillaume vergonzeanne |
| 2012        | Vincent Muiras                 | Louis Ansolabehere     |
| 2013        | Mathieu Noguès                 | David Laplace          |
| 2014        | Mathieu Noguès                 | Fabien Napias          |
| 2015        | Alexandre Duthen               | Guillaume Vergonzeanne |
| 2016        | Loïc Lapoudge                  | Fabien Napias          |
| 2017        | Loïc Lapoudge                  | Fabien Napias          |
| 2018        | Gauthier Labeyrie              | Kevin Ribeiro          |
| 2019        | Cyril Dunouau                  | Kevin Ribeiro          |
| 2020 & 2021 | (non disputé)                  | (non disputé)          |
| 2022        | Cyril Dunouau                  | Kevin Ribeiro          |
| 2023        | Jérôme Costarramone            | Kevin Ribeiro          |
| 2024        | Jérôme Costarramone            | Kevin Ribeiro          |
|             |                                |                        |